# Редербрюг
Редербрюг (нід. Rhederbrug, нід. вимова: [ˌreːdərˈbrʏx]) — селище в нідерландській провінції Гронінген. Входить до муніципалітету Вестерволде.
Його площа становить 7,33км², а населення станом на 2021 рік складало 240 осіб.
Як окремий населений пункт уперше згадується 1983 року. Назва буквально перекладається як «міст до Реде» і походить від розташованого неподалік моста до німецької громади Реде, збудованого близько 1917 року.